# Imbrià inferior
L'Imbrià inferior és un període de l'escala geològica lunar que comprèn el temps entre fa 3.850 i 3.800 milions d'anys. Coincideix amb la fi del gran bombardeig tardà del sistema solar interior. L'impacte que creà la immensa conca del Mare Imbrium tingué lloc a principis del període. Les altres grans conques que dominen la cara propera de la Lluna (com els mars Crisium, Tranquillitatis, Serenitatis, Fecunditatis i Procellarum) també es formaren durant aquest període. Aquestes conques s'ompliren de basalts durant l'Imbrià superior. El Nectarià precedí l'Imbrià inferior.

## Relació amb l'escala geològica terrestre
Com que a la Terra no hi queden indicis del període comprès per l'Imbrià inferior a la Lluna, l'Imbrià inferior ha estat usat per almenys una obra científica notable com a subdivisió informal de l'eó Hadeà a la Terra.